# Castelvenere
Castelvenere ist eine italienische Gemeinde (comune) mit 2392 Einwohnern (Stand 31. Dezember 2023) in der Provinz Benevento in Kampanien. Die Gemeinde liegt etwa 20 Kilometer nordwestlich von Benevent und gehört zur Comunità montana del Titerno. Der Calore Irpino begrenzt die Gemeinde im Süden.

## Geschichte
Die Gemeinde wird im 14. Jahrhundert als Castrum Veneris erwähnt. 1688 verwüstete ein Erdbeben die Ortschaft. Seit 1861 ist die Gemeinde Teil der Provinz Benevento.

## Gemeindepartnerschaften
- Xewkija, Gozo and Comino

## Verkehr
Durch die Gemeinde führen die Strada Statale 372 Telesina von Benevent nach Caianello und die Strada Statale 87 Sannitica von Benevent nach Termoli.

## Persönlichkeiten
- Giovanni Salvatore (1610–1675), Komponist und Organist